# Геріатрія
Геріатрія (від дав.-гр. γέρων — «старий» і ἰατρεία — «лікування») — окремий розділ геронтології, що займається вивченням, профілактикою та лікуванням хвороб старечого віку. Деякі захворювання часто спостерігають саме у літніх людей. Наприклад, хвороба Альцгеймера, як правило, виявляється у людей понад 65 років. Перед геріатрією як галуззю клінічної медицини стоїть завдання з'ясувати можливості нормалізації обмінних і фізіологічних процесів в організмах, що старіють.

## Предмет геріатрії
Під явищем старіння розуміють усі морфологічні, біохімічні, функціональні та психічні зміни, що виникають у процесі життя організму. Це незворотні зміни структур і функцій живої істоти, які поступово розвиваються.
У психіатрії, офтальмології, оториноларингології, стоматології, хірургії, урології й інших галузях медицини є свої наукові та практичні проблеми, які пов'язані з геріатрією.

### Спеціальності, пов'язані з геріатрією
- Геріатрична психіатрія (зосереджена на таких захворюваннях, як хвороба Альцгеймера);
- Геріатрична кардіологія (зосереджена на серцевих захворюваннях літніх людей);
- Геріатрична нефрологія (зосереджена на захворюваннях нирок у літніх людей);
- Геріатрична стоматологія (зосереджена на стоматологічних проблемах літніх людей);
- Геріатрична онкологія (зосереджена на онкологічних захворюваннях літніх людей);
- Геріатрична ревматологія (зосереджена на ревматичних захворюваннях літніх людей);
- Геріатрична неврологія (зосереджена на неврологічних розладах літніх людей);
- Геріатрична дерматологія (зосереджена на шкірних захворюваннях літніх людей);
- Геріатрична реабілітація (зосереджена на фізіотерапії для літніх людей);
- Геріатрична фармакотерапія (зосереджена на лікарських засобах для літніх людей, вивчає особливості впливу різних лікарських засобів на старіючий і вже постарілий організм, а також веде пошук біологічно активних речовин для боротьби з передчасним старінням організму).

## Геріатрія в Україні
Сектор клінічної геріатрії в Інституті геронтології очолює академік АМН України Олег Васильович Коркушко. Даний Інститут координує експериментальні медико-біологічні, клінічні та соціально-гігієнічні роботи, що проводяться з проблеми старіння в різних наукових і практичних колективах України.
В Україні функціонують державні геріатричні центри, в яких люди похилого віку можуть отримати консультативно-діагностичну й медичну допомогу. Приватних геріатричних установ в Україні налічуються одиниці. При цьому слід розрізняти геріатричний центр від звичайного будинку престарілих. У той час як будинок для людей похилого віку є закладом виключно соціальним і може не надавати медичних послуг, геріатричний центр - заклад медичний. Для отримання статусу геріатричного центру заклад повинен мати ліцензії на надання медичних послуг, в тому числі в області геріатрії.